# Baumkataster

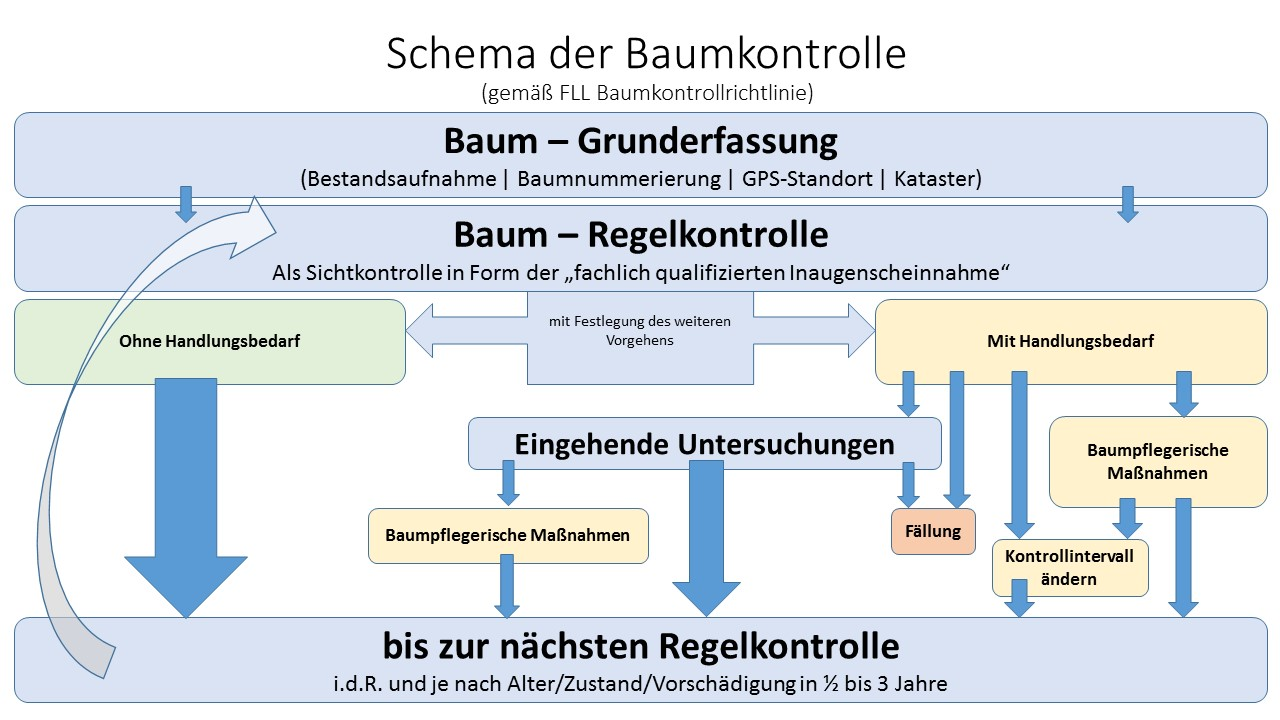
Abfolge bei der Erfüllung der Sorgfaltsverpflichtungen des Eigentümers eines Baumes und Dokumentation im Baumkataster

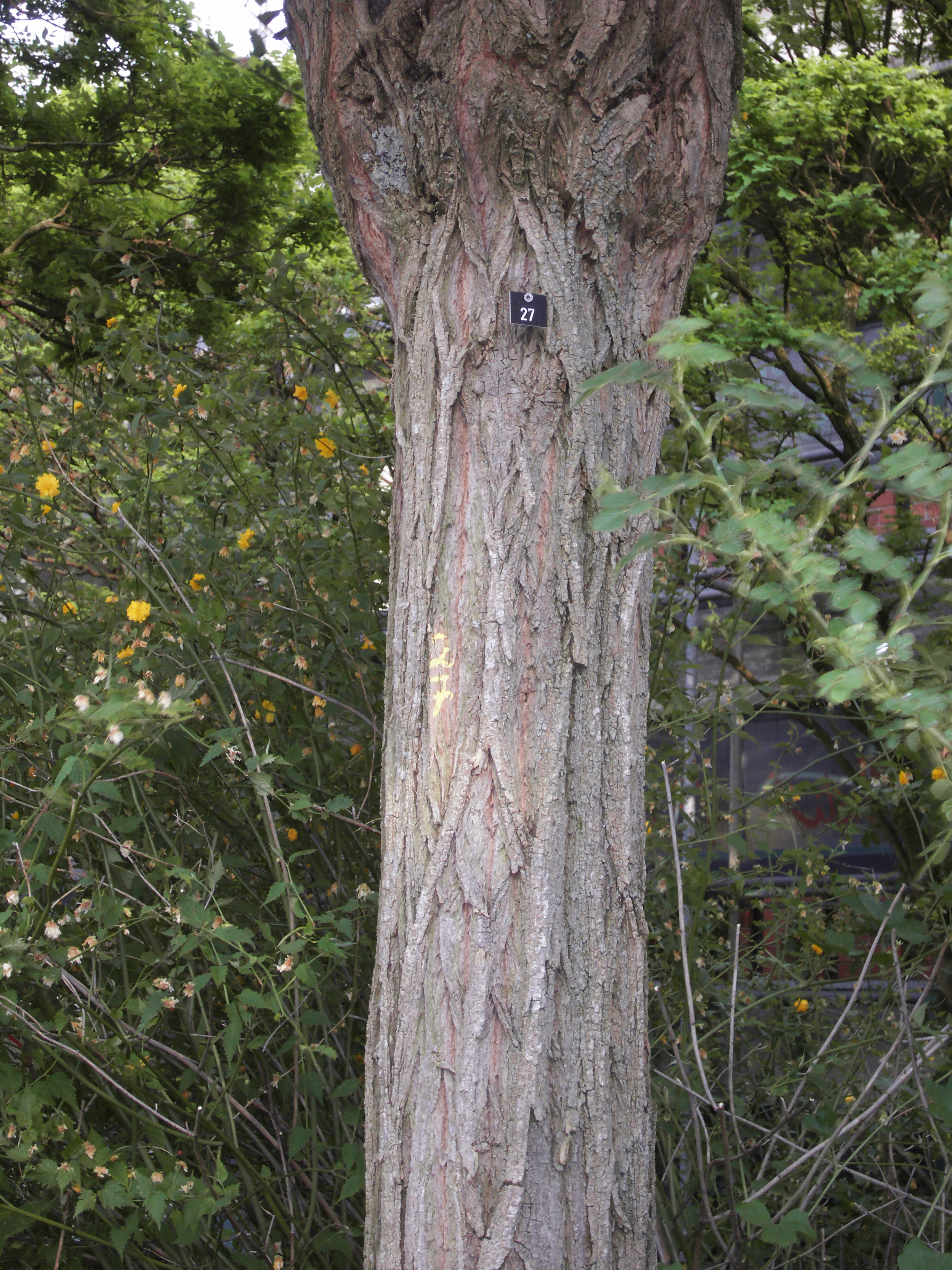
Kennzeichnung mit einer Nummer

Ein Baumkataster ist ein Verzeichnis, in dem (Stadt-/Straßen- oder Park-)Bäume verwaltet werden. Das Verzeichnis kann mit Papier-Formularen oder EDV-gestützt geführt werden. Alle erfassten Bäume müssen eindeutig identifiziert werden. Dies geschieht in vielen Baumkatastern durch eine Baumnummer, die am Baum angebracht wird. Vor allem digitale Baumkataster nutzen jedoch zusätzlich oder ausschließlich GNSS-Koordinaten für die eindeutige Identifizierung.
GIS-unterstützte Programme zeichnen dabei in der Regel mittels hochwertiger GNSS-Empfänger den Standort auf, der unmittelbar in die bereitzustellenden georeferenzierten Kartenwerke eingetragen wird. Die hohe Genauigkeit und GIS-Funktionen setzen umfangreiches Equipment voraus. Eingesetzt werden diese Systeme von größeren Städten und Kommunen sowie von Baumkontrolleuren.
Serverunterstützte Programme oder Handy-Applikationen ermitteln den Standort grob, um den exakten Standort per Luftbild zu korrigieren. Diese Systeme werden dort eingesetzt, wo komplexe Weiterverarbeitungen in GIS fehlen und der Baumstandort durch den Baumkontrolleur selbst ermittelt wird. Die Genauigkeit reicht dabei zur Identifizierung, nicht aber für Grenzstreitigkeiten, weshalb diese Systeme oft dort eingesetzt werden, wo die Baumkontrolle im Fokus steht.
Im Baumkataster werden zumeist folgende Daten erfasst:
- Kennzeichnung/Bezeichnung des Baumes (z. B. Nummer, ggf. mit RFID)
- zugehörige Anlage („Ist Teil von Grünflächenanlage nn“)
- lagegenauer Standort (Koordinaten der Bäume)
- Gattung/Baumart
- Pflanzjahr/Alter (wenn bekannt)
- Status (z. B. Naturdenkmal)
- Foto des Baumes (oft)
- Risikoeinschätzung im Rahmen der Verkehrssicherungspflicht
- Zuständigkeit, „Eigentümer“ (Kommune, Landkreis, Privat usw.)
- Datum der letzten Kontrolle
- Datum bzw. Monat/Jahr der nächsten Kontrolle oder Kontrollintervall
- Dokument- und Fotohinweise

Weiter wird im Baumkataster die Regelkontrolle dokumentiert, mit folgenden Eintragungen:
- Entwicklungsphase
- Zustandsdaten (Vitalitätseinschätzung z. B. nach Roloff)
- Artenschutzhinweise, Habitatstrukturen
- Kronensicherung (Zustand)
- Beschreibung der Baumscheibe
- Baumhöhe, Stammdurchmesser (in 1,00 m) und Kronendurchmesser
- Auffälligkeiten / Defekte im Kronenbereich, Stammbereich, Wurzelhals und Wurzeln
- Pathogene
- Baumumfeld
- Maßnahmenempfehlung mit Priorität

Jede Baumkontrolle ist mit einer Aussage zur Stand- und Bruchsicherheit abzuschließen.
Da der Baumeigentümer (Kommune, Wohnungsbaugesellschaft, Parkverwaltung usw.) für die Verkehrssicherheit (wozu auch z. B. die Standsicherheit von Bäumen gehört) verantwortlich ist, sind Baumkataster notwendige Werkzeuge, um dieser Aufgabe nachkommen zu können.
Moderne Baumkataster nutzen handelsübliche Smartphones, mit denen die Bäume kontrolliert werden können. Neben dem Nachweis der Verkehrssicherungspflicht haben Baumkataster auch den Zweck, die bei Bäumen im Siedlungsbereich notwendigen Baumpflegemaßnahmen festzustellen, auszuschreiben und zu dokumentieren.

## Deutschland
Die Anforderungen an die Baumkontrolle und damit an die Baumkataster werden in Deutschland letztlich durch den Stand der Technik und durch die Rechtsprechung vorgegeben. Die FLL Baumkontrollrichtlinie 2020 ist ein Vorschlag zur Regelung der Baumkontrolle von Einzelbäumen und Beständen in Deutschland und ist von Regelwerksausschuss Verkehrssicherung/Baumkontrollen unter Berücksichtigung relevanter BGH-Urteile entwickelt worden.
An Bundeswasserstraßen ist der Leitfaden Baumkontrolle an Bundeswasserstraßen 2013 verbindlich, und digitale Kataster setzen die Regelungen zum Teil um.
Grundlagen dieser Richtlinien sind
- Bürgerliches Gesetzbuch
- Bundesnaturschutzgesetz
- DIN 18920
- FLL ZTV-Baum-StB 04
- FLL ZTV-Baumpflege 2017
- FLL Richtlinien Eingehende Untersuchungen
- FLL Richtlinie für die Wertermittlung von Schutz- und Gestaltungsgrün, Baumschulpflanzen und Dauerkulturen. Teil A: Schutz und Gestaltungsgrün
- FLL Empfehlungen für Baumpflanzungen – Teil 1: Planung Pflanzarbeiten, Pflege
- R SBB - FGSV-Richtlinien zum Schutz von Bäumen und Vegetationsbeständen bei Baumaßnahmen (Früher RAS LP-4)

Die Baumkontrollrichtlinien entsprechen weitgehend dem heutigen Stand der Rechtsprechung.
Baumkataster können auch der interessierten Öffentlichkeit zur Verfügung gestellt werden. Freie Baumkataster unter Open-Data-Lizenz haben unter anderem die Städte Hamburg, Frankfurt, Bonn, Leipzig, Berlin und Chemnitz. Als Pionier der Baumerfassung gilt der Biologe Gerhard Doobe.

## Österreich
Die ÖNORM L 1122:2011 (Richtlinien zur Baumkontrolle und Baumpflege) ist für die Baumkontrolle und Baumpflege von Einzelbäumen und waldähnlichen Beständen
anzuwenden. Sie enthält Hinweise für die Erstellung von Leistungsverzeichnissen. Diese ÖNORM gilt nicht für Waldflächen gemäß österreichischem Forstgesetz 1975. In Österreich ist die ÖNORM L 1122:2011 auch für die Führung des elektronischen Baumkatasters einschlägig anzuwenden. Die ÖNORM L 1122:2011 ersetzt die ÖNORM L 1122:2003. Weitere einschlägige und ergänzende Normen:
- ÖNORM B 2241 Gartengestaltung und Landschaftsbau – Werkvertragsnorm
- ÖNORM L 1050 Boden als Pflanzenstandort – Begriffe und Untersuchungsverfahren
- ÖNORM L 1110 Pflanzen – Güteanforderungen, Sortierungsbestimmungen
- ÖNORM L 1120 Gartengestaltung und Landschaftsbau – Pflegearbeiten
- ÖNORM L 1125 Anforderungen an einen Baumkataster

Im Hinblick auf die Haftung des Eigentümers des Baumes wird § 1319 ABGB im Analogieschluss bei Schäden herangezogen, wenn der Eigentümer die ordentliche Sorgfalt (siehe dazu die Regelungen in ÖNORM L 1122:2011) außer Acht lässt oder die Einhaltung der ordentlichen Sorgfalt nicht beweisen kann (z. B. keine schriftlichen Dokumentationen führt – Baumkataster in Verbindung mit der Beweislastumkehr nach § 1298 ABGB).